# Charlotte Vanhove
Charlotte Vanhove, född 1771, död 1860, var en fransk skådespelare. Hon var känd under artistnamnet Caroline på Comédie-Française i Paris, där hon var engagerad 1786-18. Hon var också aktiv som pjäsförfattare.